# Nauset Archeological District
Der Nauset Archeological District ist ein mehr als 15 ha umfassendes Bodendenkmal bei Eastham im Bundesstaat Massachusetts der Vereinigten Staaten. Das Gebiet ist Teil der Cape Cod National Seashore und wurde 1993 als National Historic Landmark District in das National Register of Historic Places eingetragen. Es ist seit 2001 zugleich Contributing Property des Fort Hill Rural Historic District.

## Beschreibung
Der Nauset Archeological District umfasst sechs eigenständige Ausgrabungen, die insgesamt eine Fläche von über 15 Hektar beanspruchen. Das Gebiet liegt an der Nord-
bzw. Nordwestküste der Nauset Marsh, die an die rund 5,5 km² große Lagune Nauset Harbor grenzt. Diese wiederum bildet einen Teil der Ostküste der 1961 eingerichteten Cape Cod National Seashore bei der Stadt Eastham.
Zwischen 1978 und 1985 führte der National Park Service archäologische Erkundungen in einem rund 4 km² großen Teilbereich des Gebiets durch und identifizierte in diesem Zuge rund 200 Stellen von historischer bzw. prähistorischer Bedeutung. 20 davon wurden für nähere Untersuchungen ausgewählt, von denen wiederum sechs auf die als Historic-Contact-Periode bezeichnete Epoche datiert und in das National Register of Historic Places aufgenommen wurden. Die Standorte entsprachen dabei grob den Positionen auf der von Samuel de Champlain im Jahr 1605 gezeichneten Karte. Der erste dokumentierte Kontakt zwischen Europäern und den Indianern der Nauset Bay ist eine Erkundung des Gebiets von Bartholomew Gosnold im Jahr 1602.
Im Laufe der kommenden Jahrzehnte gab es immer wieder Expeditionen in das Gebiet, und durch die Aufzeichnungen ist heute bekannt, dass die an der Nauset Bay lebenden Indianer eine relativ stabile Gemeinschaft waren, die sich durch die reichen und vielfältigen Nahrungsvorkommen im Rahmen einer Subsistenzwirtschaft ernähren konnte. Die Salzwiesen, Feuchtgebiete und Wälder der Umgebung ermöglichten den Indianern eine ganzjährige Bewohnbarkeit ihrer Dörfer, die daher auch größer und feiner gegliedert waren als vergleichbare Siedlungen der Huronen oder Irokesen.
Mithilfe der Radiokarbonmethode wurden Fundstücke aus den archäologischen Untersuchungen auf die späte Waldlandperiode datiert, was die historische Besiedlung der Gegend durch die Ureinwohner belegt. Weitere Proben reichen allerdings bis in die späte Archaische Periode zurück, wodurch die Nutzung dieses Standorts seit ca. 4000 v. Chr. nachgewiesen wurde.